# Rozemarijn Ammerlaan
Rozemarijn Ammerlaan (Delft, 4 januari 2000) is een Nederlands voormalig wielrenster. Ze kwam in 2020 en 2021 uit voor de wielerploeg NXTG Racing. Ammerlaan won in 2018 de individuele tijdrit op het wereldkampioenschap wielrennen voor junior vrouwen. In september 2021 maakte ze bekend (voorlopig) te stoppen met wielrennen.

## Belangrijkste resultaten
2018
 Nederlands kampioenschap individuele tijdrit, junior vrouwen
 Wereldkampioenschap individuele tijdrit, junior vrouwen
2e etappe Watersley Ladies Challenge, individuele tijdrit, junior vrouwen
Chrono des Nations, individuele tijdrit, junior vrouwen

## Triatlon
Na haar professionele wieler carrière startte Rozemarijn met triatlon waarbij ze haar eerste individuele triatlon in Delft meteen won. 